# Vialand
Vialand est un complexe de loisirs situé dans le quartier de Eyüp à Istanbul dans la région de Marmara en Turquie ouvert le 26 mai 2013.

## Historique
Avec un investissement d'1,15 million de livres turques (481 000 euros), les travaux du complexe débutent en septembre 2011. 
Le parc est inauguré le dimanche 26 mai 2013 en présence du premier ministre turc Recep Tayyip Erdoğan.

## Caractéristiques
Sur plus de 60 hectares, Vialand propose un parc d'attractions de plus de 20 hectares, un centre commercial de 35 hectares et une salle de spectacle de 15 000 sièges en plein air dans un parc verdoyant de 10 hectares. Le centre commercial est réparti sur deux étages, l'un couvert et l'autre en plein air. Celui-ci est doté d'une petite ligne de tramway. Certaines zones reprennent la décoration de la vieille ville d'Istanbul ou le style Ottoman.

## Le parc d'attractions

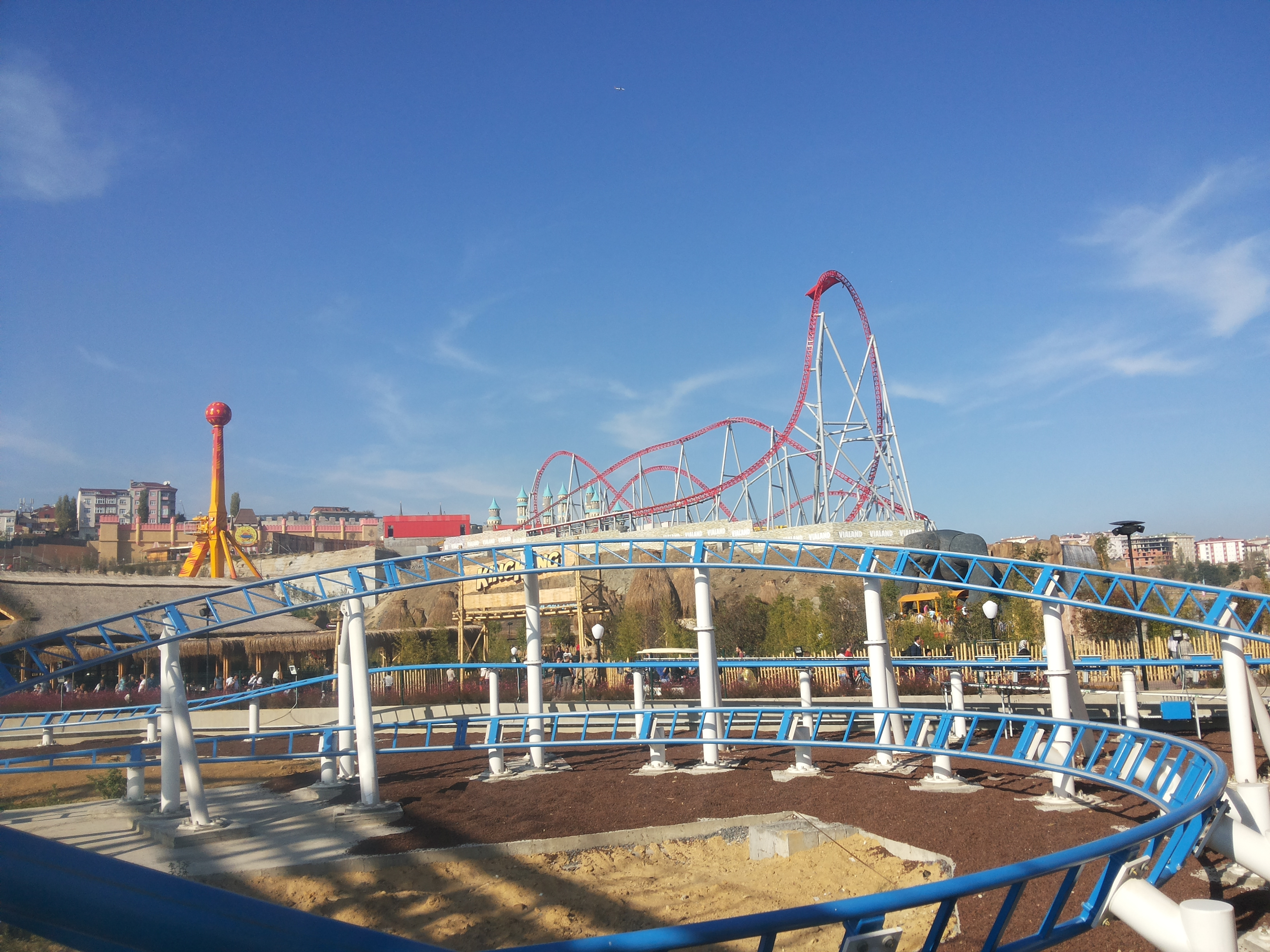
Nefeskesen et Maceraperest

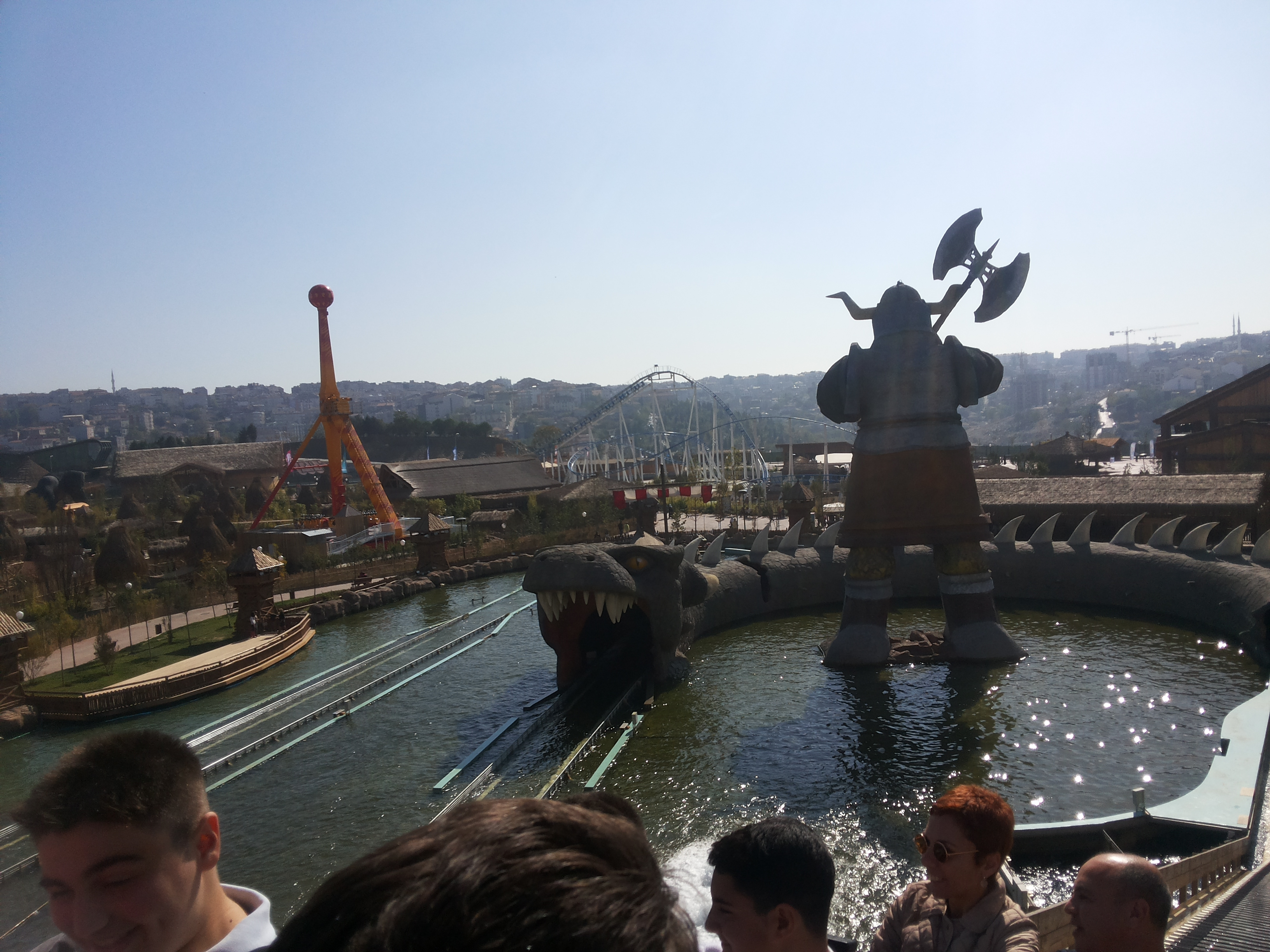
L'ascension de Viking

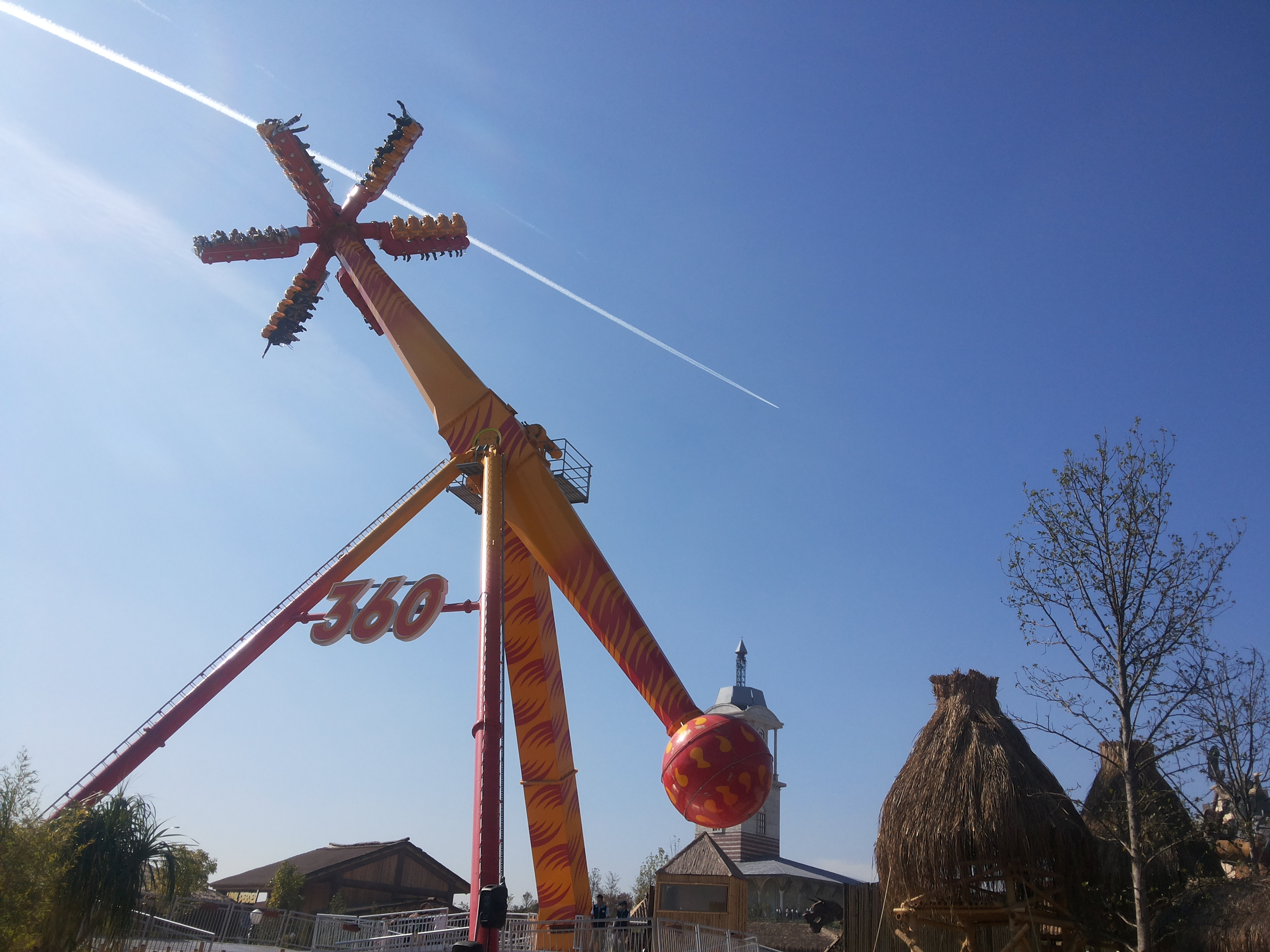
360

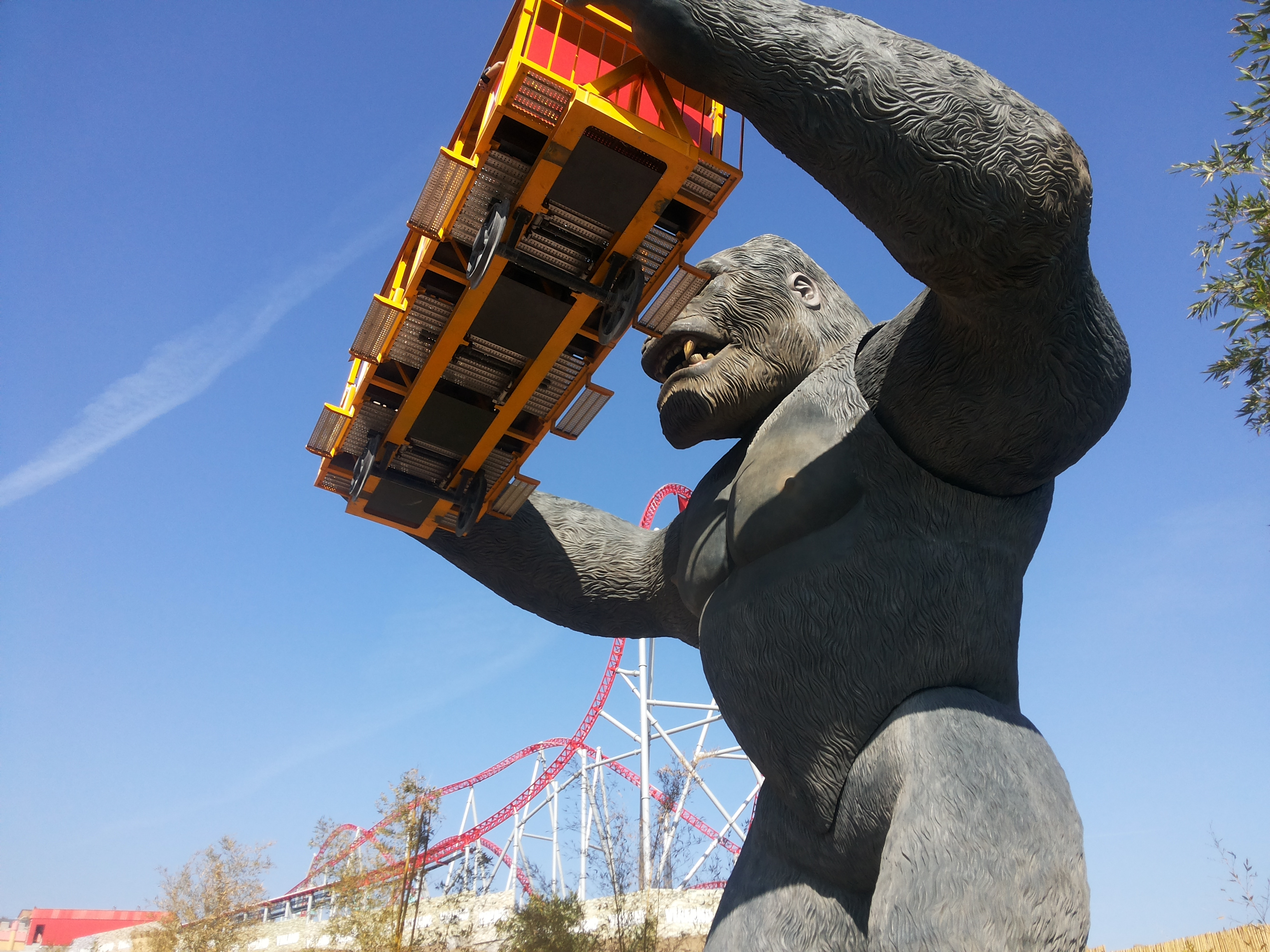
King Kong

### Montagnes russes
| Nom              | Type               | Constructeur | Année |
| ---------------- | ------------------ | ------------ | ----- |
| Küçük Madenciler | Junior / Big Apple |              | 2013  |
| Maceraperest     | Assises            | Intamin      | 2013  |
| Nefeskesen       | Lancées            | Intamin      | 2014  |

### Attractions aquatiques
| Nom          | Type            | Constructeur | Année |
| ------------ | --------------- | ------------ | ----- |
| Çılgın Nehir | Bouées          | Intamin      | 2013  |
| Viking       | Shoot the Chute | Intamin      | 2013  |

### Autres attractions
- 360 – Star Shape de Zierer, 2013
- Adalet kulesi – Tour de chute de Far Fabbri, 2013
- Carousel – Carrousel à double étage de SBF Visa Group, 2013
- Çarpışan Arabalar – Autos-tamponneuses, 2013
- Fatih’s Dream – Parcours scénique, tow boat ride d'Intamin et Heimotion, 2014
- Gelin Oynayalım – Terrain de jeux, 2013
- Hayal Perdesi – Cinéma 4-D, 2013
- Jet Ski – Manège de jet skis de Zierer, 2013
- Kahraman İtfaiyeciler – Fire Brigade de SBF Visa Group, 2013
- King Kong – King Kong de Huss Rides, 2013
- Minik Kaşifler – Croisière scénique, 2013
- Minik Yarışçılar – Circuit de voitures, 2013
- Neşeli Çiftlik – Tacots de SBF Visa Group, 2013
- Safari Tüneli – Parcours scénique interactif de ETF Ride Systems et Alterface, 2013
- Saray Salıncağı – Chaises volantes de Zierer, 2013
- SpongeBob SquarePants 4-D / Dora & Diego's 4-D Adventure – Cinéma 4-D, 2014
- Uçan Çocuklar – Manège avion de SBF Visa Group, 2013
- Vialand Ekspres – Train panoramique, 2013
- Zindan – Train fantôme de ETF Ride Systems, 2013